# Digonogastra holmbergii
Digonogastra holmbergii är en stekelart som först beskrevs av Cameron 1909.  Digonogastra holmbergii ingår i släktet Digonogastra och familjen bracksteklar. Inga underarter finns listade i Catalogue of Life.